# Пономаренко, Алексей Никифорович
Алексей Никифорович Пономаренко (1914—1989) — советский военный лётчик. Участник боёв на Халхин-Голе и Великой Отечественной войны. Герой Советского Союза (1943). Капитан.

## Биография
Алексей Никифорович Пономаренко родился 17 марта (4 марта — по старому стилю) 1914 года в посёлке Ильинка (Дебальцево) Бахмутского уезда Екатеринославской губернии Российской империи (ныне город Дебальцево Донецкой области Украины) в семье рабочего. Украинец. Окончил семь классов школы и школу фабрично-заводского ученичества. До призыва на военную службу работал на Сталинской железной дороге помощником машиниста паровоза.
В ряды Рабоче-крестьянской Красной Армии А. Н. Пономаренко был призван в 1935 году и направлен в Ворошиловградскую школу военных пилотов имени Пролетариата Донбасса. По её окончании в 1937 году служил в строевых частях Красного Воздушного Флота. В 1939 году принимал участие в отражении японской агрессии на реке Халхин-Гол. Был награждён медалью «За отвагу». В июле 1941 года 250-й тяжёлый бомбардировочный авиационный полк, в котором служил лейтенант А. Н. Пономаренко, был переброшен из Забайкальского военного округа под Ворошиловград. В боях с немецко-фашистскими захватчиками А. Н. Пономаренко со 2 августа 1941 года на Южном фронте в составе 250-го дальнебомбардировочного авиационного полка 50-й дальнебомбардировочной авиационной дивизии 4-го бомбардировочного авиационного корпуса дальнебомбардировочной авиации. За годы войны воевал на самолётах ТБ-3 и Ли-2. Участвовал в Киевской оборонительной операции и обороне Донбасса. В начале марта 1942 года 250-й дальнебомбардировочный авиационный полк был передан в состав 22-й авиационной дальнебомбардировочной дивизии, на базе которой 21 марта была образована 62-я авиационная дивизия дальнего действия.
16 апреля 1942 года 62-я авиационная дивизия дальнего действия приступила к боевой работе в интересах Северо-Западного фронта. Действуя с аэродрома Монино, старший лейтенант А. Н. Пономаренко участвовал в тыловом обеспечении подразделений фронта в районе Демянска. С 12 мая 1942 года дивизия, в которой служил Алексей Никифорович, вновь на Юго-Западном фронте. В ходе майского наступления Красной Армии во время Харьковской операции А. Н. Пономаренко участвовал в ночных налётах авиации дальнего действия на железнодорожные узлы и аэродромы противника в Орле, Орджоникидзеграде, Белгороде, Курске, Карачеве и Чугуеве, а также в бомбардировках скоплений живой силы и техники немецких войск в районе Волчанска. Несколько боевых вылетов Алексей Никифорович совершил по заданию Генерального штаба РККА на выброску парашютных десантов в тылу противника.
В конце мая 1942 года 62-я авиационная дивизия дальнего действия выполняла боевые задания в интересах Западного фронта, осуществляя снабжение попавшего в окружение в ходе Ржевско-Вяземской операции 1-го гвардейского кавалерийского корпуса генерал-лейтенанта П. А. Белова. При возвращении с очередного задания в ночь с 28 на 29 мая 1942 года ТБ-3 старшего лейтенанта А. Н. Пономаренко был подбит. Экипаж вынужден был покинуть самолёт на парашютах. Около полутора месяцев Алексей Никифорович сражался в окружении вместе с гвардейцами Белова, после чего вышел с боями из окружения в составе батальона 213-й десантной бригады. При прорыве из кольца А. Н. Пономаренко был ранен в руку, но вместо госпиталя вернулся в свой полк.
18 августа 1942 года за образцовое выполнение боевых заданий командования 250-й авиационный полк дальнего действия приказом НКО № 250 был преобразован в 4-й гвардейский. С 25 августа 1942 года в составе своей дивизии полк сосредоточился на боевой работе на сталинградском направлении. Лётчики полка почти беспрерывно наносили бомбовые удары по переправам противника через Дон в районах Песковатки, Трёхостровской, Нижней Акатовки, Вертячего и Калачкина. С 3-го по 20 сентября 1942 года 4-й гвардейский авиационный полк первым в дивизии был перевооружён бомбардировщиками Ли-2, а его лётный и технический состав прошёл переобучение на новых самолётах. Затем полк участвовал в боях в Сталинграде, поддерживая действия 62-й и 64-й армий. В ходе контрнаступления советских войск под Сталинградом он действовал в полосе наступления Юго-Западного фронта. Гвардии старший лейтенант А. Н. Пономаренко участвовал в бомбардировках железнодорожных узлов Миллерово, Лихая, аэродромов Тацинская, Обливская, станций Острогожск, Богучар, Чертково. В ходе операции «Кольцо» 62-я авиационная дивизия дальнего действия оказывала противодействие немецкой авиации в доставке продовольствия и боеприпасов окружённой 6-й армии фельдмаршала Паулюса, а также непосредственно участвовала в ликвидации немецкой группировки в Сталинграде. 15 января 1943 года при налёте на аэродром Питомник на северной окраине Сталинграда бомбардировщик старшего лейтенанта А. Н. Пономаренко был атакован немецким истребителем Ме-109Ф. В результате прямого попадания снаряда на самолёте была разбита приборная доска, выведены из строя приборы винтомоторной группы, тяжёлые ранения получили второй пилот и борттехник. Разрывом второго снаряда был контужен и ранен в голову командир корабля А. Н. Пономаренко. Тем не менее, Алексей Никифорович вывел бомбардировщик на цель. После успешного выполнения боевой задачи он привёл повреждённый самолёт на свой аэродром, чем спас экипаж и сохранил машину.
Всего к февралю 1943 года гвардии старший лейтенант Пономарёв произвёл 111 успешных боевых вылетов на бомбардировку живой силы и техники врага, доставку боеприпасов и продовольствия, выброску парашютных десантов. За время боевой работы он сбросил на объекты противника 130 тонн авиабомб.
Указом Президиума Верховного Совета СССР «О присвоении звания Героя Советского Союза начальствующему составу авиации дальнего действия Красной Армии» от 25 марта 1943 года за «образцовое выполнение боевых заданий командования на фронте борьбы с немецкими захватчиками и проявленные при этом отвагу и геройство» гвардии старшему лейтенанту Пономаренко Алексею Никифоровичу было присвоено звание Героя Советского Союза с вручением ордена Ленина и медали «Золотая Звезда».
После завершения Сталинградской битвы 62-я авиационная дивизия дальнего действия была выведена на переформирование и перевооружение. В мае 1943 года она вошла в состав 6-го авиационного корпуса авиации дальнего действия и участвовала в Курской битве и освобождении Донбасса. За отличие в боевой работе приказом НКО СССР № 274 от 18.09.1943 года она была преобразована в 9-ю гвардейскую авиационную дивизию дальнего действия. Зимой — весной 1944 года А. Н. Пономаренко участвовал в прорыве блокады Ленинграда, разгроме немецко-финских войск на Карельском перешейке, освобождении Прибалтики. Летом 1944 года гвардии капитан А. Н. Пономаренко был переведён на должность заместителя командира авиационной эскадрильи 339-го авиационного полка дальнего действия. Авиационный отряд, которым командовал Алексей Никифорович, скоро стал ведущим отрядом эскадрильи. За время пребывания в должности заместителя командира эскадрильи А. Н. Пономаренко подготовил к боевой работе 15 молодых лётчиков, прибывших в полк из лётных школ. Всего к сентябрю 1944 года капитан А. Н. Пономаренко совершил 183 боевых вылета. Руководимый им отряд сделал 47 успешных боевых самолёто-вылетов с общим налётом 188 часов. В связи с реформированием дальней авиации 339-й авиационный полк 22 декабря 1944 года был преобразован 339-й бомбардировочный авиационный полк в составе 22-й гвардейской бомбардировочной авиационной дивизии 3-го гвардейского бомбардировочного авиационного корпуса. На заключительном этапе войны полк участвовал в Берлинской операции.
После завершения Великой Отечественной войны А. Н. Пономаренко продолжал службу в военно-воздушных силах СССР до 1948 года. После увольнения в запас Алексей Никифорович жил в Киеве. Работал преподавателем в учебных мастерских Украинской сельскохозяйственной академии. С 1971 по 1977 год занимал должность старшего лаборанта кафедры начертательной геометрии и машиностроительного черчения академии. 21 апреля 1989 года Алексей Никифорович скончался. Похоронен на Лесном кладбище города Киева (Украина).

## Награды
- Медаль «Золотая Звезда» (25.03.1943)[5]
- Орден Ленина (25.03.1943)[5]
- Орден Красного Знамени (20.06.1942)[5]
- Орден Отечественной войны 1-й степени (05.11.1944)[5]
- Орден Отечественной войны 1-й степени (06.04.1985)[6]
- Медаль За отвагу (11.09.1939)[5]
- Медаль За боевые заслуги (05.11.1946)[5]
- Медаль За оборону Сталинграда (22.12.1942)[5]
- Медаль За оборону Ленинграда (22.12.1942)[5]
- Медаль За оборону Кавказа (01.05.1944)[5]
- Медаль За взятие Берлина (09.06.1945)[5]
- Медаль За победу над Германией в Великой Отечественной войне 1941—1945 гг. (09.05.1945)[5]

## Документы
- Общедоступный электронный банк документов «Подвиг Народа в Великой Отечественной войне 1941—1945 гг.» Дата обращения: 23 октября 2012. Архивировано из оригинала 13 марта 2012 года.

Представление к званию Героя Советского Союза. Дата обращения: 23 октября 2012. Архивировано 18 декабря 2012 года.
Орден Отечественной войны 1-й степени (наградной лист и приказ о награждении). Дата обращения: 23 октября 2012. Архивировано 18 декабря 2012 года.
Орден Отечественной войны 1-й степени (информация из карточки награждённого к 40-летию Победы). Дата обращения: 23 октября 2012. Архивировано 18 декабря 2012 года.